# 新切爾維夏
51°34′53″N 25°23′17″E / 51.58139°N 25.38806°E
新切爾維夏（烏克蘭語：Нові Червища），是烏克蘭西北部的村莊，隸屬沃倫州的卡明-卡希爾斯基區。該村面積2.75平方公里，海拔高度149米，2001年人口1,243，人口密度每平方公里452人。